# Saperda obliqua
Saperda obliqua är en skalbaggsart som beskrevs av Thomas Say 1827. Saperda obliqua ingår i släktet Saperda och familjen långhorningar. Inga underarter finns listade i Catalogue of Life.